# Wentworth (serie de televisión)
Wentworth es serie de televisión de drama australiano emitida entre el 1 de mayo del 2013, por medio de la cadena SoHo, y el 26 de octubre de 2021, en Showcase. La serie es una adaptación de la exitosa serie australiana Prisoner que se transmitió de 1979 hasta 1986. 
La serie fue creada por Lara Radulovich y ha contado con la participación de actores invitados como: Anne Charleston, John Bach, Damon Gameau, Socratis Otto, Steve Le Marquand, Andy McPhee, Damien Richardson, Carla Bonner, Luke McKenzie, Georgia Chara, entre otros...

## Historia
La serie se centra en el centro de detención Wentworth y en cómo sus reclusas, oficiales y abogados deben enfrentar día con día sus problemas.
Algunas de las historias que cuenta la serie es sobre, Bea Smith y quién era ella antes de prisión. Las historias nos muestra los bandos que hay en la cárcel y como las reclusas luchan para ser la "jefa" y la que tiene más reclusas a su favor. 

## Personajes

### Personajes principales

#### Oficiales de la correccional
| Actor              | Personaje              | Trabajo                                    | Episodios | Duración        |
| ------------------ | ---------------------- | ------------------------------------------ | --------- | --------------- |
| Kate Atkinson      | Vera Bennett           | Comisionada y Subgobernadora de la Prisión | 58        | 2013 - presente |
| Robbie Magasiva    | William "Will" Jackson | Oficial de la Correccional                 | 58        | 2013 - presente |
| Jacqueline Brennan | Linda Miles            | Oficial de la Correccional                 | 52        | 2013 - presente |
| Martin Sacks       | Derek Channing         | Director general de la Prisión             | 11        | 2013 - presente |
| Libby Tanner       | Bridget Westfall       | Psiquiatra Forense                         | 27        | 2015 - presente |
| Bernard Curry      | Jake Stewart           | Oficial de la Correccional                 | 20        | 2016 - presente |

#### Reclusas y reclusos
| Actor             | Personaje                  | Prisionera | Crimen                 | Sentencia | Tiempo Servido | Episodios | Duración        |
| ----------------- | -------------------------- | ---------- | ---------------------- | --------- | -------------- | --------- | --------------- |
| Nicole da Silva   | Francesca "Franky" Doyle   | -          | Agresión               | 7 años    | -              | 58        | 2013 - presente |
| Celia Ireland     | Elizabeth "Liz" Birdsworth | 072-416    | Homicidio Involuntario | 11 años   | 8 años         | 58        | 2013 - presente |
| Katrina Milosevic | Sue "Boomer" Jenkins       | 383-497    | Causar Lesiones Graves | 12 años   | 5 años         | 58        | 2013 - presente |
| Pamela Rabe       | Joan "The Freak" Ferguson  | -          | Asesinato              | -         | -              | 48        | 2014 - presente |
| Tammy MacIntosh   | Karen "Kaz" Proctor        | 593-802    | Asalto y Secuestro     | 12 años   | 6 meses        | 29        | 2015 - presente |
| Kate Jenkinson    | Beatrice Allie Novak       | 515-413    | Intento de Asesinato   | 10 años   | 4 meses        | 24        | 2016 - presente |
| Sigrid Thornton   | Sonia Stevens              | -          | -                      | -         | -              | 19        | 2016 - presente |

### Personajes recurrentes
| Actor               | Personaje                 | Ocupación  | N.º de Episodios | Duración        |
| ------------------- | ------------------------- | ---------- | ---------------- | --------------- |
| Ra Chapman          | Kim Chang                 | Prisionera | 34               | 2013 - presente |
| Sally-Anne Upton    | Lucy "Juicy Lucy" Gambaro | Prisionera | 24               | 2015 - presente |
| Bessie Holland      | Stella Radic              | -          | 20               | 2014 - presente |
| Charli Tjoe         | Tina Mercado              | -          | 19               | 2015 - presente |
| Sophia Katos        | Mel Barrett               | -          | 17               | 2016 - presente |
| Lee Radcliffe       | Madeleine Jevic           | Enfermera  | 16               | 2016 - presente |
| Steve Bastoni       | Don Kaplan                | -          | 8                | 2016 - presente |
| Hunter Page-Lochard | Shayne Butler             | -          | 6                | 2016 - presente |
| Daniielle Alexis    | Dana Malouf               | Prisionera | 6                | 2017 - presente |
| Zahra Newman        | Iman Farah                | Prisionera | 2                | 2017 - presente |

### Antiguos personajes principales
| Actor                | Personaje                 | Ocupación / Delito       | Episodios | Duración       | Estado | Causa                                                      |
| -------------------- | ------------------------- | ------------------------ | --------- | -------------- | ------ | ---------------------------------------------------------- |
| Shareena Clanton     | Doreen Anderson           | Prisionera (imprudencia) | 58        | 2013 - 2017    | -      | -                                                          |
| Socratis Otto        | Maxine Conway             | Prisionera (agresión)    | 42        | 2014 - 2017    | Viva   | fue transferida a Barnhurst                                |
| Danielle Cormack     | Bea Smith                 | Criminal (homicidio)     | 46        | 2013 - 2016    | Muerta | se suicidó al lanzarse sobre el cuchillo que Joan sostenía |
| Aaron Jeffery        | Matthew "Fletch" Fletcher | Oficial Correccional     | 34        | 2013 - 2015    | -      | -                                                          |
| Ally Fowler          | Simone "Simmo" Slater     | Prisionera (asalto)      | 9         | 2013-2014,2015 | Muerta | asesinada por Joan Ferguson dándole una sobredosis         |
| Leeanna Walsman      | Erica Davidson            | Abogada/Defensora        | 10        | 2013           | Viva   | renunció luego del incidente que causó la muerte de Jacs   |
| Kris McQuade         | Jacqueline "Jacs" Holt    | Prisionera (asesinato)   | 10        | 2013           | Muerta | apuñalada en el cuello con una pluma por Bea Smith         |
| Pia Miranda          | Jodie Spiteri             | Prisionera               | 8         | 2015           | -      | -                                                          |
| Catherine McClements | Meg Jackson               | Gobernadora              | 4         | 2013           | Muerta | apuñalada por Franky durante una pelea entre prisioneras   |

### Antiguos personajes recurrentes
| Actor             | Personaje             | Ocupación               | Episodios | Duración          | Estado | Causa                                                       |
| ----------------- | --------------------- | ----------------------- | --------- | ----------------- | ------ | ----------------------------------------------------------- |
| Georgia Chara     | Jessica "Jess" Warner | Prisionera              | 21        | 2014 - 2015       | Muerta | asesinada por Joan Ferguson luego de que la estrangulara    |
| Richard Davine    | Michael Davies        | Oficial Correccional    | 20        | 2013 - 2014       | -      | -                                                           |
| Maggie Naouri     | Rose Atkins           | Enfermera de la Prisión | 19        | 2014 - 2015       | -      | -                                                           |
| Luke McKenzie     | Nash Taylor           | ex-Criminal/exladrón    | 12        | 2014 - 2017       | Vivo   | se fue con su hijo Joshua                                   |
| Edwina Samuels    | Sophie Donaldson      | Prisionera              | 12        | 2014 - 2015       | -      | -                                                           |
| Kathryn Beck      | Sky Pierson           | Prisionera              | 12        | 2014              | -      | -                                                           |
| Kasia Kaczmarek   | Lindsay Coulter       | -                       | 11        | 2014 - 2015       | -      | -                                                           |
| Georgia Flood     | Debbie "Deb" Smith    | -                       | 10        | 2013 - 2014, 2016 | Muerta | sufrió una sobredosis de heroína inyectada por Brayden Holt |
| Jake Ryan         | Harry Smith           | -                       | 7         | 2013 - 2014, 2015 | Muerto | asesinado                                                   |
| Reef Ireland      | Brayden Holt          | -                       | 8         | 2013 - 2014       | Muerto | asesinado por Bea luego de dispararle                       |
| Scott Parmeter    | Chris Bakula          | -                       | 8         | 2013 - 2015       | -      | -                                                           |
| Cassandra Magrath | Hayley Jovanka        | -                       | 7         | 2013 - 2015       | -      | -                                                           |
| Steve Le Marquand | Colin Bates           | -                       | 4         | 2014              | -      | -                                                           |
| Benne Harrison    | Rosalind "Roz" Jago   | -                       | 8         | 2013              | -      | -                                                           |
| Jada Alberts      | Toni Goodes           | Prisionera              | 4         | 2013              | -      | -                                                           |
| Rondah Dam        | Phillipa "Pip" Turner | -                       | 4         | 2013              | -      | -                                                           |
| Louise Harris     | Ronnie Katsis         | Prisionera              | 3         | 2013              | -      | -                                                           |
| John Bach         | Vinnie Holt           | -                       | 2         | 2013              | -      | -                                                           |
| Frankie Adams     | Tasha Goodwin         | Prisionera              | 2         | 2016              | -      | -                                                           |

## Episodios
| Temporada | Temporada | Episodios | Episodios | Emisión original    | Emisión original         |
| Temporada | Temporada | Episodios | Episodios | Primera emisión     | Última emisión           |
| --------- | --------- | --------- | --------- | ------------------- | ------------------------ |
|           | 1         | 10        | 10        | 1 de mayo de 2013   | 3 de julio de 2013       |
|           | 2         | 12        | 12        | 20 de mayo de 2014  | 5 de agosto de 2014      |
|           | 3         | 12        | 12        | 7 de abril de 2015  | 23 de julio de 2015      |
|           | 4         | 12        | 12        | 10 de mayo de 2016  | 26 de julio de 2016      |
|           | 5         | 12        | 12        | 4 de abril de 2017  | 20 de junio de 2017      |
|           | 6         | 12        | 12        | 19 de junio de 2018 | 4 de septiembre de 2018  |
|           | 7         | 10        | 10        | 28 de mayo de 2019  | 30 de julio de 2019      |
|           | 8         | 20        | 10        | 28 de julio de 2020 | 29 de septiembre de 2020 |
|           | 8         | 20        | 10        | 24 de julio de 2021 | 26 de noviembre de 2021  |

## Premios y nominaciones
| Año  | Categoría                                                | Premio                           | Nominados (as)                | Resultado |
| ---- | -------------------------------------------------------- | -------------------------------- | ----------------------------- | --------- |
| 2018 | Most Outstanding Actress                                 | Logie Award                      | Pamela Rabe                   | Ganó      |
| 2018 | Most Outstanding Actress                                 | Logie Award                      | Kate Atkinson                 | Nominada  |
| 2018 | Most Outstanding Supporting Actress                      | Logie Award                      | Celia Ireland                 | Nominada  |
| 2016 | Best Lead Actress In A Television Drama                  | AACTA Award                      | Danielle Cormack              | Nominada  |
| 2016 | Best Lead Actress In A Television Drama                  | AACTA Award                      | Pamela Rabe                   | Nominada  |
| 2016 | Best Television Drama Series                             | AACTA Award                      | Wentworth                     | Ganó      |
| 2016 | Best Direction In A Television Drama Or Comedy           | AACTA Award                      | Kevin Carlin                  | Nominado  |
| 2016 | Best Editing In Television                               | AACTA Award                      | Ben Joss                      | Ganó      |
| 2016 | Best Television - Series (episodio: "Blood and Fire")    | AWGIE Award                      | Pete McTighe                  | pendiente |
| 2016 | Best Television - Series (episodio: "Plan Bea")          | AWGIE Award                      | Michael Lucas                 | pendiente |
| 2016 | Most Outstanding Actress                                 | Silver Logie Award               | Pamela Rabe                   | Nominada  |
| 2016 | Most Outstanding Supporting Actress                      | Silver Logie Award               | Celia Ireland                 | Ganó      |
| 2016 | Most Outstanding Drama Series                            | Silver Logie Award               | Wenthworth                    | Nominado  |
| 2016 | Best Lead Actress – Drama                                | AACTA Award                      | Pamela Rabe                   | Ganó      |
| 2016 | Best Drama Series                                        | AACTA Award                      | Jo Porter y Amanda Crittenden | Nominadas |
| 2015 | Television - Series (episodio "The Governor’s Pleasure") | AWGIE Award                      | Stuart Page                   | Ganó      |
| 2015 | Television - Series (episodio "Fear Her")                | AWGIE Award                      | Pete McTighe                  | Nominado  |
| 2015 | Most Outstanding Actress                                 | Logie Award                      | Nicole da Silva               | Nominada  |
| 2015 | Most Outstanding Actress                                 | Logie Award                      | Danielle Cormack              | Ganó      |
| 2015 | Most Outstanding Drama Series                            | Logie Award                      | Wenthworth                    | Ganó      |
| 2015 | Most Outstanding Performance by an Actor – Female        | ASTRA Award                      | Danielle Cormack              | Ganó      |
| 2015 | Lead Actress in a Television Drama                       | AACTA Award                      | Danielle Cormack              | Nominada  |
| 2015 | Best Direction Television Drama Series                   | ADG Award                        | Kevin Carlin                  | Nominado  |
| 2015 | Best Performance by an Actress in a Television Series    | Gold Panda Award                 | Danielle Cormack              | Nominada  |
| 2014 | Television - Series                                      | AWGIE Award                      | John Riley                    | Nominado  |
| 2014 | TV Drama Series                                          | Australian Directors Guild Award | Kevin Carlin                  | Nominado  |
| 2014 | Most Outstanding Actress                                 | Silver Logie Award               | Danielle Cormack              | Nominada  |
| 2014 | Most Outstanding Newcomer                                | Graham Kennedy Award             | Shareena Clanton              | Nominada  |
| 2014 | Most Outstanding Drama Series                            | Silver Logie Award               | Wentworth                     | Nominado  |
| 2014 | Most Outstanding Performance by an Actor - Male          | ASTRA Award                      | Aaron Jeffery                 | Nominado  |
| 2014 | Most Outstanding Performance by an Actor - Male          | ASTRA Award                      | Robbie Magasiva               | Nominado  |
| 2014 | Most Outstanding Performance by an Actor - Female        | ASTRA Award                      | Danielle Cormack              | Nominada  |
| 2014 | Most Outstanding Performance by an Actor - Female        | ASTRA Award                      | Nicole da Silva               | Ganó      |
| 2014 | Most Outstanding Performance by an Actor - Female        | ASTRA Award                      | Kris McQuade                  | Nominada  |
| 2014 | Best New Talent                                          | ASTRA Award                      | Shareena Clanto               | Nominada  |
| 2014 | Most Outstanding Australian Drama                        | ASTRA Award                      | Wentworth                     | Ganó      |
| 2014 | Best Guest or Supporting Actress in a Television Drama   | AACTA Award                      | Kris McQuade                  | Nominada  |
| 2014 | Best Television Drama Series                             | AACTA Award                      | Jo Porter y Amanda Crittenden | Nominadas |

## Producción
La serie es producida por Jo Porter y creada por Lara Radulovich y David Hannam. Las filmaciones comenzaron en octubre del 2012 en Melbourne. 
Algunos de los personajes han sido promovidos a nuevas funciones. ahora Meg Jackson es gobernadora, mientras que Erica Davidson es abogada. El papel de Doreeen Anderson originalmente interpretado por la actriz Colette Mann ahora fue convertido en un personaje indígena, mientras que el oficial Jim Fletcher ahora se llama Matthew Fletcher.
En la serie original el papel de Bea Smith era interpretado por la actriz Val Lehman mientras que ahora será interpretado por Danielle Cormack.
En junio del 2013 se anunció que Foxtel había renovado la serie para una segunda temporada la cual fue estrenada el 20 de mayo de 2014.
A finales de enero del 2014 se anunció que la serie había sido renovada para una tercera temporada la cual fue estrenada en el 2015.
El 26 de febrero de 2015 se anunció que la serie había sido renovada para una cuarta temporada, la cual se estrenó el 10 de mayo del 2016.
El 19 de junio de 2016 se anunció que la serie había sido renovada para una quinta temporada, la cual se estrenó el 4 de abril del 2017.

### Emisión en otros países y adaptaciones
La serie es transmitida en varios países, entre ellos Nueva Zelanda y Reino Unido en esta última la serie fue renombrada como "Wentworth Prison". Una versión alemana de la serie está en producción.
En octubre del 2013 se anunció que la serie sería adaptada para una versión Alemana la cual comenzará sus producciones en marzo del 2014.
La versión holandesa de la serie llamada "Celblok H" transmitida en la cadena SBS6 tuvo un estreno fuerte con 1.2 millones de espectadores.
| País          | Cadena    | Fecha de Inicio     | Fecha de Finalización |
| ------------- | --------- | ------------------- | --------------------- |
| África        | MNET      | -                   | -                     |
| Escandinavia  | CMORE     | -                   | -                     |
| Irlanda       | TV3       | septiembre del 2013 | -                     |
| Nueva Zelanda | TVNZ      | -                   | -                     |
| Reino Unido   | Channel 5 | -                   | -                     |
| Suecia        | TV4       | -                   | -                     |